# Diocesi di Andeda
La diocesi di Andeda (in latino: Dioecesis Andedensis) è una sede soppressa del patriarcato di Costantinopoli e una sede titolare della Chiesa cattolica.

## Storia
Andeda, identificabile con Andiya nell'odierna Turchia, è un'antica sede episcopale della provincia romana della Panfilia Seconda nella diocesi civile di Asia. Faceva parte del patriarcato di Costantinopoli ed era suffraganea dell'arcidiocesi di Perge.
La diocesi è menzionata nelle Notitiae Episcopatuum del patriarcato di Costantinopoli fino al XII secolo. Spesso, per itacismo, il nome appare con la forma di Sandida (ecclesia Sandidorum).
Sono tre i vescovi conosciuti di questa antica sede episcopale. Leone prese parte al concilio di Nicea del 787. Un commentario liturgico è attribuito al vescovo Teodoro, vissuto probabilmente tra XI e XII secolo; in alcuni manoscritti il nome dell'autore non è Teodoro, ma Nicola di Andida, lo stesso nome a cui è attribuito un trattato contro gli azzimi. Gli scavi archeologici hanno riportato alla luce il sigillo del vescovo Tommaso, vissuto fra X e XI secolo.
Dal 1933 Andeda è annoverata tra le sedi vescovili titolari della Chiesa cattolica; la sede è vacante dal 18 aprile 1997.

## Cronotassi

### Vescovi greci
- Leone † (menzionato nel 787)
- Tommaso † (circa X/XI secolo)
- Teodoro (Nicola) † (circa XI/XII secolo)

### Vescovi titolari
- Henri-Albert Thomine, M.E.P. † (13 luglio 1944 - 21 marzo 1945 deceduto)[5]
- Lorenzo Bereciartúa y Balerdi † (22 febbraio 1946 - 18 dicembre 1955 nominato vescovo di Sigüenza-Guadalajara)[6]
- Vincent-Marie Favé † (12 dicembre 1957 - 18 aprile 1997 deceduto)[7]